# Фіфі Абду
Фі́фі Абду́ (араб. فيفي عبده, Fifi Abdou, ім'я при народженні: Atiyat Abdul Fattah Ibrahim; *9 листопада 1953) — провідна єгипетська танцюристка-беліденсер та акторка.
У Єгипті та й у світі Фіфі Абду власне втілює сам танець живота за надзвичайну майстерність у цьому мистецтві та роки, віддані йому, являючи наче синонім до поняття.
Фіфі Абду також відома зйомками в декількох рейтингових серіалах, що транслювалися в усіх країнах Арабського світу, зокрема і під час рамадану. З останніх робіт — головна роль базарної перекупки у стрічці Souq El Khudar («Овочевий ринок»).
Фіфі Абду була одружена 5 разів, має 2 дочок.